# Dave Ulliott
David A. "Dave" Ulliott, känd under smeknamnet Devilfish, född 4 april 1954 i Kingston upon Hull, död 6 april 2015, var en  brittisk professionell pokerspelare. Hans favoritvariant av poker var pottlimit Omaha hold'em.